# Пятихатка (Киевская область)
Пятихатка (укр. П’ятихатка) — село, входит в Мироновский район Киевской области Украины.
Население по переписи 2001 года составляло 88 человек. Почтовый индекс — 08853. Телефонный код — 4574. Занимает площадь 5,73 км². Код КОАТУУ — 3222988304.

## Местный совет
08853, Київська обл., Миронівський р-н, с.Центральне